# Klesowo (obwód kurski)
Klesowo (ros. Клесово) – wieś (ros. деревня, trb. dieriewnia) w zachodniej Rosji, w sielsowiecie małogorodźkowskim rejonu konyszowskiego w obwodzie kurskim.

## Geografia
Miejscowość położona jest nad ruczajem Gorodźkow (dopływ rzeki Prutiszcze w dorzeczu Sejmu), 2,5 km od centrum administracyjnego sielsowietu (Małoje Gorodźkowo), 17 km na północny wschód od centrum administracyjnego rejonu (Konyszowka), 48 km na północny zachód od Kurska.
W miejscowości znajduje się 27 posesji.
Klimat
Miejscowość, jak i cały rejon, znajduje się w strefie klimatu kontynentalnego z łagodnym ciepłym latem i równomiernie rozłożonymi opadami rocznymi (Dfb w klasyfikacji klimatów Köppena).

## Demografia
W 2010 r. miejscowość zamieszkiwało 9 osób.